# Mein linker Fuß
Mein linker Fuß (Original: My Left Foot: The Story of Christy Brown) ist ein irisch-britisches Filmdrama aus dem Jahre 1989 unter der Regie von Jim Sheridan mit Daniel Day-Lewis in der Rolle des schwerbehinderten Christy Brown (1932–1981). Es ist die Verfilmung des gleichnamigen autobiografischen Romans von Christy Brown aus dem Jahre 1954.

## Handlung
Der Film erzählt die Geschichte eines Jungen, der als zehntes von dreizehn überlebenden Kindern einer irischen Familie aus der Arbeiterklasse geboren wurde und fast vollständig gelähmt ist. Zunächst glaubt niemand in der Familie außer seiner Mutter, dass Christy ein fühlendes und denkendes Wesen ist. Der mürrische Vater, der nach der Arbeit gerne die Kneipe besucht, hält seinen Sohn für geistig behindert.
Die Hoffnung der Mutter wird bestätigt, als es ihm gelingt, mit seinem linken Fuß nach einem Stück Kreide zu greifen. Die Familie und auch die Kinder in der Nachbarschaft versuchen, ihn immer wieder in ihr Leben einzubinden. Trotz erheblicher finanzieller Probleme, verursacht durch die Arbeitslosigkeit des Vaters, spart die Mutter für einen Rollstuhl, den sie ihm auch schließlich schenkt. Aufgrund von Therapien, darunter auch Atem- und Entspannungsübungen, gelingt es ihm, weitere Fortschritte zu machen. Christy kann, wenn auch mit Schwierigkeiten, artikuliert sprechen und wird ein anerkannter Maler. Die Bilder malt er mit seinem linken Fuß. Als er sich unglücklich in seine Sprachtherapeutin verliebt, versucht er Selbstmord zu begehen. Die Unterstützung seiner Familie, die ihm ein Atelier baut, gibt ihm wieder Lebensmut. Mit seiner Sprachtherapeuthin freundet er sich später wieder platonisch an.
Der Film endet an dem Punkt, an dem Brown ein erfolgreicher Schriftsteller geworden ist und die Krankenschwester Mary Carr kennenlernt, die er im Alter von 40 Jahren heiratet.

## Weiteres
- In der Verfilmung schreibt der Junge das erste Mal mit der Kreide, einem Wunder gleich, das Wort „MOTHER“, zu deutsch: „Mutter“. Das tatsächliche erste Mal mit dem Stück Kreide gelang Brown „a wild sort of scribble“, also immerhin ein paar Linien. Die Fortschritte des realen Christy Brown waren viel langsamer als im Film dargestellt, doch für ihn und seine Familie nicht weniger wichtig.
- In seinem Buch beschreibt er auch seine Wallfahrt nach Lourdes. Die erhoffte Besserung blieb aus, doch war die Begegnung mit vielen anderen Menschen, die schwer krank sind, eine wichtige Erfahrung. Dieses Erlebnis kommt im Film nicht vor.
- Brown war auch als Autor tätig. Er starb 1981 an einem Erstickungsanfall.

## Kritiken
„Sensibel inszenierte, mit nahezu dokumentarischer Genauigkeit geschilderte Lebensgeschichte; ausgezeichnete Schauspieler und eine präzise Regie bringen den Menschen und seine Probleme in einer zur Anteilnahme herausfordernden Inszenierung ins Bild.“

„Beide Darsteller des Christy zeigen bewundernswert einfühlsam die physische Qual des Jungen und des Mannes und seine psychische Qual, trotz aller intellektuellen Brillanz abhängig wie ein Säugling zu sein. Aber sie zeigen auch seinen Witz und seinen Humor.“

## Auszeichnungen (Auswahl)
Oscarverleihung 1990
- Auszeichnung als Bester Hauptdarsteller für Daniel Day-Lewis
- Auszeichnung als Beste Nebendarstellerin für Brenda Fricker
- Nominierung für die Beste Regie für Jim Sheridan

British Academy Film Award 1990
- Auszeichnung für Daniel Day-Lewis als Bester Hauptdarsteller.
- Auszeichnung für Ray McAnally als Bester Nebendarsteller.

Los Angeles Film Critics Association Awards 1989
- Auszeichnung für Daniel Day-Lewis als Bester Darsteller.
- Auszeichnung für Brenda Fricker als Beste Nebendarstellerin.

Boston Society of Film Critics Award
- Auszeichnung für Daniel Day-Lewis als Bester Hauptdarsteller.
- Auszeichnung für Brenda Fricker als Beste Nebendarstellerin.

Evening Standard British Film Award
- Auszeichnung für Daniel Day-Lewis als Bester Hauptdarsteller.

London Critics’ Circle Film Award
- Auszeichnung für Daniel Day-Lewis als Bester Hauptdarsteller.

Montreal World Film Festival Festival Award
- Auszeichnung für Daniel Day-Lewis als Bester Hauptdarsteller.

Montreal World Film Festival – Besondere Erwähnung durch die Jury (gemeinsam mit Jim Sheridan)
National Society of Film Critics Award
- Auszeichnung für Daniel Day-Lewis als Bester Hauptdarsteller.
- Nominierung für Brenda Fricker als Beste Nebendarstellerin.

New York Film Critics Circle Award
- Auszeichnung für Daniel Day-Lewis als Bester Hauptdarsteller.
- Nominierung für Brenda Fricker als Beste Nebendarstellerin.

European Film Awards
- Nominierung für Daniel Day-Lewis als Bester Hauptdarsteller.

Golden Globe Award
- Nominierung für Daniel Day-Lewis als Bester Hauptdarsteller Spielfilmdrama.
- Nominierung für Brenda Fricker als Beste Nebendarstellerin Spielfilmdrama.

Das British Film Institute wählte Mein linker Fuß im Jahre 1999 auf Platz 53 der besten britischen Filme des 20. Jahrhunderts.